# Ватутино (Москва)
Ватутино — бывшая деревня в России, вошедшая в состав Москвы в 1960 г. Находилась на территории современного района Северное Медведково.

## История
Деревня Ватутино известна с 1646 года, когда она входила в состав Тайнинской волости и состояла из 4 бобыльских домов. К 1678 г. в деревне насчитывалось 24 крестьянских двора.
В начале XVIII в. Ватутино вместе со всей Тайнинской волостью принадлежало жене Петра I императрице Екатерине Алексеевне. В середине XVIII в. ватутинские крестьяне описывались так:

 «…лесу строевого и дровяного крупного в даче своей не имеют и на строение справляют покупкою… Промыслы они имеют хлебопашеством, покосом, а более по свободному между рабочей поры времени… на своих лошадях извозничают, а кроме сего других промыслов и художеств они не имеют». 
В то же время на Яузе круглый год работала большая мельница, которая принадлежала дворцовой конторе и сдавалась в аренду московскому купцу. В 1764 г. в Ватутине насчитывалось 47 дворов, в которых проживали 264 человека.
Из-за чумы 1771 г. количество жителей Ватутино резко уменьшилось и лишь к 1811 г. состав был восстановлен. Оккупация и голод во время войны 1812 г. унесли жизни 26 мужчин. К середине XIX в. в деревне насчитывалось лишь 32 двора, в которых проживали 243 жителя.
После реформы 1861 г. была образована Мытищинская волость, в состав которой вошла деревня Ватутино. В 1871 г. на месте мучной мельницы была построена ткацкая и красильная фабрика, принадлежавшая московскому купцу Алексею Николаевичу Медникову.
В начале XX в. на месте предприятия А. Н. Медникова появилась канатная фабрика. Однако главным занятием жителей деревни стала сдача участков в аренду под дачи и извоз.
Согласно переписи 1926 г., в Ватутине числилось 110 домов, в которых проживало более 500 человек. Жители деревни были одними из самых зажиточных в округе.
Ватутино развивалось и росло вместе с соседними городами Бабушкин и Мытищи. В 1939 г. в деревне проживало 1042 человека, позднее стала частью Бабушкина. Вместе с ним она вошла в состав Москвы в 1960 г.